# Хидрия
Хидрия (на старогръцки: ὑδρία), или Калпида (на старогръцки: κάλπις) е древногръцки керамичен съд за вода, който често се използва като урна за съхранение на пепелта на техния притежател.
Името хидрия (на старогръцки: ὑδρία) произлиза от древногръцката дума ‘вода’ (ύδωρ), което подсказва и нейната основна функция. Водният съд се отличава с овална форма и тясно издължено гърло. Има две хоризонтални дръжки, служещи за повдигане и носене на съда и една вертикална за отливане на водата в по-малки съдове. Множество сцени от гръцки вази изобразяват млади девойки с хидрии на главите си, носещи вода от изворите към дома. Хидрията била носена вертикално когато е пълна и хоризонтално празна.

## Изработка
В античността хидриите биват изработвани от керамика и бронз. Телата на бронзовите хидрии понякога били изливани в яйцевидни форми и след това допълнително изтегляни чрез изчукване до финалната им форма. Дръжките и столчето обикновено били изливани отделно и след това споявани към тялото. Както при повечето гръцки съдове, хидриите често имали и капаци, които обаче рядко биват запазени до днешни дни.

## Погребална функция
Често хидрията изпълнявала и важна погребална функция. Голям брой хидрии са намирани в антични гробове, използвани като погребални контейнери за деца, урни за прахта на починалия или понякога като подаръци носени на гроба. В античността кремацията била скъпа процедура, достъпна само за аристократичните и по-заможни семейства.

## Сирени
Много от погребалните хидрии са декорирани със сирени върху долната апликация на вертикалната си дръжка. Сирените са митологични създания тясно асоциирани с темата за смъртта. Според някои древни гръцки митове някога те били млади момичета, превърнати в полужени-полуптици от богинята Деметра като наказание за това, че видели отвличането на Персефона и не и помогнали. Придадени са им някои характеристики на психопомпос (водач на душите) и често са представяни ридаещи върху атическите надгробни стели. Вероятно тяхното често присъствие върху хидриите е тясно свързано с погребалната им функция.
Калпидите със сирени съставляват най-голямата група от антични гръцки бронзови хидрии. Счита се, че повечето от тях са произведени в Атина. Производството им достига своя зенит във втората и третата четвърт на 5 в. пр.н.е.